# Vasugupta
Vasugupta (Kashmir, VIII secolo – IX secolo) è stato un filosofo e mistico indiano.
Quasi nulla si conosce della vita di Vasugupta, e di lui ci è giunta, con certezza, un'unica opera: gli Śivasūtra, testo fondamentale delle tradizioni shivaite del Kashmir.

## Biografia
Come riferito da Kṣemarāja e da Bhāskara, autori di due fra i più noti e autorevoli commenti agli Śivasūtra (Śivasūtravimarśinī e Śivasūtravārttika rispettivamente), il dio Śiva, apparso in sogno al suo seguace Vasugupta, gli affidò il compito di diffondere nuovamente nel mondo la dottrina del non-dualismo. Seguendo le indicazioni di Śiva, prosegue Kṣemarāja, Vasugupta si recò sul monte Mahādeva (il monte del Gran Dio) e qui, su una lastra di roccia, rinvenne i 77 aforismi che costituiscono gli Śivasūtra, o "aforismi di Śiva", così come il dio stesso li aveva incisi.
Viene attribuita a Vasugupta anche la paternità della Spandakārikā, opera della quale sarebbe invece più probabilmente autore Bhaṭṭa Kallaṭa, allievo del nostro.

## Śivasūtra
La tradizione shivaita aveva, nel Kashmir, radici molto profonde, ma già da tempo questa antica dottrina era stata offuscata da nuove concezioni, soprattutto quelle della scuola buddhista facente capo a Nāgobodhi e quelle delle dottrine dualiste. Vari sono, negli Śivasūtra, i riferimenti a quei principi messi in discussione da tali scuole; nel suo commento Kṣemarāja addita senza mezze parole i materialisti, i religiosi seguaci dei Veda, i logici, i cultori del vuoto, gli Yogācāra e i Mādhyamika.
È questo dunque il momento storico in cui Vasugupta si muove, e il suo intento è ripristinare la dottrina shivaita della non dualità: gli Śivasūtra si inseriscono quindi nella vasta corrente degli Āgama advaita. In linea con la gran parte dei tantra, l'opera non ha intenti dottrinali ma orientativi: i suoi sūtra indicano, mostrano un tracciato per l'adepto, e molti di questi non sono affatto di immediata comprensione, alcuni restano enigmatici.
L'opera è suddivisa in tre sezioni, che Kṣemarāja così definisce: la natura dei mezzi divini; la natura dei mezzi basati sulla Potenza; la natura dei mezzi individuali. La numerazione nei due commentatori sopra citati non coincide a causa di diverse suddivisione di uno stesso sūtra (più uno che esiste soltanto in Bhāskara, che ne conta quindi 78). Il fine dell'opera è quello di indicare le strade che possono portare verso la meta spirituale più alta, qui intesa come unione col divino, cioè con Śiva.
L'opera si apre col sūtra:
(Śivasūtra, I, 1)
- «Il sé è coscienza» (nella traduzione di Raffaele Torella)
- «Il sé è coscienzialità» (nella traduzione di Raniero Gnoli)
- «La suprema coscienza è la realtà di ogni cosa» (nella traduzione di Swami Lakshmajoo)
- «Fonte di ogni percezione è il Sé» (nella traduzione di Dario Chioli)

Il Sé (l'ātman), ossia la realtà, non è dunque né corpo né anima (soffio vitale o prāṇa), né intelletto e nemmeno vuoto, ma solo e soltanto il fatto di avere conoscenza (da cetayate: conoscere), cioè l'essere coscienti (cetana), quindi: coscienza.
Secondo l'orientalista Raffaele Torella, quattro sono i nuclei innovatori dell'opera:
1) La concezione di un 'quarto stato' della coscienza, oltre i tre stati allora già ipotizzati, cioè quello della veglia, del sonno con sogni, e del sonno profondo. Il quarto stato è quello in cui si entra in contatto con la Coscienza Suprema (Śiva medesimo). È solo in questo stato che si può recuperare il mondo fenomenico nella sua interezza:
Infatti secondo lo shivaismo il mondo non è illusorio, bensì un riflesso del reale, ed è quindi pienamente fruibile dal suo centro, che è Coscienza.
2) La cessazione di ogni distinzione fra sacro e profano. Quando si è conseguita l'identificazione con la Coscienza, tutto diviene sacro e profano al contempo:

3) 
 Śiva emana, mantiene, riassorbe, dilegua e infine torna alla grazia: nella corrispondenza che sempre sussiste fra i piani cosmologico e del microcosmo, questo dinamismo è anche dell'uomo, che dopo aver 'creato' una realtà emotiva, deve essere in grado di dissolverla, e quindi conseguire la 'grazia'.
4) La comparsa di un aspetto destinato successivamente ad avere importanti sviluppi col sinonimo di camatkāra (stupore): vismaya (meraviglia). La meraviglia è una caratteristica di chi è illuminato, di chi ha cioè preso coscienza del Sé, di chi è giunto a percepire il mondo, e quindi l'altro, in sé.